# Boulay-les-Ifs
Boulay-les-Ifs is een gemeente in het Franse departement Mayenne (regio Pays de la Loire) en telt 168 inwoners (1999). De plaats maakt deel uit van het arrondissement Mayenne.

## Geografie
De oppervlakte van Boulay-les-Ifs bedraagt 9,4 km², de bevolkingsdichtheid is 17,9 inwoners per km².
De onderstaande kaart toont de ligging van Boulay-les-Ifs met de belangrijkste infrastructuur en aangrenzende gemeenten.

## Demografie
Onderstaande figuur toont het verloop van het inwonertal (bron: INSEE-tellingen).

1. ↑  Populations de référence 2022.